# Edison Rijo
Edison Walter Rijo Regueira (1941 - 27 de febrero de 2017) fue un abogado y político uruguayo, perteneciente al Partido Colorado.
Graduado como abogado en la Universidad de la República en 1969, ejerció dicha profesión compartiendo estudio con los Dres. Luis Barrios Tassano, Julio María Sanguinetti y Luis Olaso. Por sus lazos familiares estuvo siempre vinculado a Villa del Cerro y a la industria frigorífica. También trabajó como asesor del Banco de Previsión Social.
Militante del Partido Colorado desde su juventud, adhirió al sector de Luis Batlle Berres, siendo colaborador en el diario Acción. A fines de la dictadura, para las internas de 1982 militó por la lista ABX de Sanguinetti, a quien también acompañó en las elecciones legislativas dos años después, obteniendo una banca en el Parlamento.
Sus restos yacen en el Cementerio del Cerro.